# Иранистика
Иранистиката e дял от ориенталистиката, обособил се в началото на XIX век, изучаващ културното, историческото, политическото наследство на Древна Персия и ираноговорещите народи (перси, кюрди, пущуни, осетинци и др.), които днес населяват основно държавите Иран, Афганистан, Таджикистан.

## Иранистика в Персия
Счита се, че основател на иранистиката е персийският поет и мислител Фердоуси. В своя шедьовър „Шахнаме“ той пише за персийската култура, литература, изкуство, история и антропология.
През IX век персийският историк Мохамед ибн Джарир ал-Табари допринася за развитието на иранистиката с труда си, наречен „История на пророците и царете“, който проследява историческите събития до 915 г. По-късно се появява книгата „Тарих-е Мас“ на автора Аболфазл Бейхагли (995 – 1077), утвърдила се като един от най-достоверните източници за Газневидската империя.
По време на монголското господство в Иран (1220 – 1336) работят няколко значими представители на персийската историография, първият от които е Ата ал-Мулк Джувайни. Основната му книга „Тарих-е джехангуша“ принадлежи към най-важните трудове в персийската историография.
През XV век Шараф ад-Дин Али Язди, един от най-прочутите за своето време персийци, създава „Зафернаме“ („Книга на победата“). Тя разказва за световния завоевател Тимур (Тамерлан: 1370 – 1405) и вероятно се основава на историята със същото име на Низам ад-Дин Шами – книга, написана по желание на Тимур.

## Иранистика в Иран
Днес в Техеранския университет са създадени няколко катедри по иранистика: „Древна иранска лингвистика и култура“, „Персийска литература“, „История и археология“. Тези катедри през 20 век се ръководят от известни личности като Абдолхосеин Заринкуб, Ахмад Тафаззоли, Мехрдад Бахар, Джале Амузгяр и Бедиуззаман Форузанфар. В Ширазкия университет също са изградени катедри по иранистика, в които забележителни учени провеждат изследвания на световно ниво в областта на иранистиката (като Алиреза Шапур Шабади – известен ахаменидски археолог).
В началото на 20 век персийският лингвист и историк Дехкода Аламе Дехкода създава енциклопедичен сборник, който е най-изчерпателният персийски речник, публикуван някога (15 тома, 26 000 страници).
За развитието на иранистиката допринасят и няколко научни издания, сред които „Сохан“, „Якма“, „Рахнаме-йе Кетаб“ и „Келк“ се считат за особено важни. Най-престижното списание по иранистика в света е „Келк“, създаден от Али Дехбаши. Днес това списание има ново име – „Бохара“ – и е най-уважаваното иранистично издание. Главните редактори на списанието Али Дехбаши и Ирадж Афшар полагат големи усилия за утвърждаването на иранистиката през последните няколко десетилетия. 

## Иранистика в Европа
Сред европейските страни иранистиката е достигнала най-сериозно развитие в Германия. Началото на персийските изследвания е поставено в Гьотингенския университет. През 2003 г. в него бе отбелязана стогодишнината на специалността „Иранистика“. Архив на оригинала от 2006-02-19 в Wayback Machine. и  Архив на оригинала от 2006-06-15 в Wayback Machine. и  Архив на оригинала от 2007-06-30 в Wayback Machine.
Днес европейското иранистично общество организира много международни срещи на периодични конференции в университети и научни центрове по целия свят.

## Иранистика в САЩ
Сериозни изследвания по иранистика и обучение на персийски език в САЩ започват през 1958 г. Иранистични специалности се въвеждат в няколко американски университета: Станфордския университет, Колумбийския университет и др.
В Колумбийския университет се поставя началото на грандиозен проект – подготовката на „Енциклопедия Ираника“ – най-уважавания източник за иранска култура, който се утвърждава като точен и сигурен справочен труд за земите, живота, историята на всички ирански народи, за тяхното взаимодействие с други общества. В този проект участват известните иранисти Ричард Нелсън Фрай и Ехсан Яршатер.

## Иранистика в България
В България персийски език се преподава от 1959 г. в Софийския университет първоначално в специалност „Тюркология“, а после и в „Арабистика“ и „Индология“. През учебната 1991 – 1992 е открита „Персийска филология“ като втора специалност, в която се изучават дисциплините „Персийски език“, „Теоретична граматика на персийския език“, „История на Персия и Иран“, „Класическа персийска литература“ и „Съвременна персийска литература“. „Иранистика“ като редовна университетска специалност се открива през учебната 1993 – 1994 година в рамките на Центъра за източни езици и култури към Факултета по класически и нови филологии. Оттогава СУ „Св. Климент Охридски“ ежегодно обявява редовен прием за студенти в специалност „Иранистика“.
Благодарение на иранската страна, освен с нов кабинет, днес специалност „Иранистика“ е оборудвана с всички технически средства, необходими за учебния процес: сателитна антена с приемник за телевизионните предавания, излъчвани на персийски език, две компютърни конфигурации, две копирни машини, два принтера, скенер, видео, телевизионен приемник, две персийски електрически пишещи машини. Библиотечният фонд на специалността надхвърля 1000 тома от класическата и съвременната персийска литература.
Освен в СУ „Св. Климент Охридски“ преподавателите от специалност „Иранистика“ водят различни иранистични дисциплини и в други висши училища: Бургаския свободен университет, Академията на МВР, Новия български университет.

## Западни центрове на иранистиката
- Университет на Мериленд
- Университет „Дърхам“
- Университет „Харвард“
- Оксфордски университет, Обединено кралство Архив на оригинала от 2006-05-03 в Wayback Machine.
- Тексаски университет в Остин Архив на оригинала от 2007-03-28 в Wayback Machine.
- Държавен университет в Охайо
- ISG: Група по ирански изследвания в Масачузетския технологичен институт Архив на оригинала от 2006-08-21 в Wayback Machine.
- CIRA: Център за ирански изследвания и анализи в Университета „Квинипайък“ Архив на оригинала от 2006-02-13 в Wayback Machine.